# Biseulsan
Biseulsan är ett berg i Sydkorea.   Det ligger i provinsen Daegu, i den sydöstra delen av landet, 250 km sydost om huvudstaden Seoul. Toppen på Biseulsan är 1 084 meter över havet.
Terrängen runt Biseulsan är huvudsakligen kuperad. Biseulsan är den högsta punkten i trakten. Runt Biseulsan är det ganska tätbefolkat, med 72 invånare per kvadratkilometer. Närmaste större samhälle är Daegu, 18,2 km norr om Biseulsan. I omgivningarna runt Biseulsan växer i huvudsak blandskog.